# Nousis prosteri
Nousis prosteri (finska: Nousiaisten rovastikunta) är ett evangelisk-lutherskt prosteri i Åbo ärkestift, Finland.
Ett stift är indelat i prosterier enligt Domkapitlets beslut. I prosteriet finns en kontraktsprost som väljs bland kyrkoherdarna och kaplanerna i prosteriets församlingar. Prosteriet sköter bland annat en del av förvaltningen och stöder på olika sätt församlingarna i prosteriet.

## Församlingar i Nousis prosteri
Lista över församlingar i Nousis prosteri:
- Gustavs församling
- Letala församling
- Masko församling
- Virmo församling
- Nådendals kyrkliga samfällighet
  - Nådendals församling
  - Merimasku församling
  - Rimito församling
- Nousis församling
- Pyhäranta församling
- Reso församling
- Rusko församling
- Tövsala församling
- Nystad församling
- Vemo församling